# Martin Schwab
Martin Schwab (Den Haag, 29 maart 1962) is een Nederlands acteur en regisseur met Indonesische voorouders.

## Levensloop
Schwab verwierf landelijke bekendheid door zijn rol als Gyman Rhemrev in Onderweg naar Morgen, deze rol speelde hij drie jaar lang. Aan het begin van seizoen 4 overlijdt zijn personage aan de zeldzame ziekte spasmoditus. Ook werd Schwab bekend door zijn rol van Ab Keizer in de politieserie Baantjer. In 2002 wilde hij hiermee eigenlijk stoppen, maar omdat Marian Mudder ook al wegging, besloot hij te blijven, omdat men anders twee personages uit de serie moest schrijven en ook nog twee vervangers introduceren. Hij speelde deze rol tot het eind van de serie.
In 2005 begon Schwab met regisseren. Zijn debuut als regisseur was de aflevering "De Cock en de moord op de middenstip" van Baantjer. Vanaf 2007 regisseert hij ook afleveringen van Flikken Maastricht en daarbij ook van Flikken Rotterdam.

## Filmografie

### Acteur
Film
- 2009 - De Punt (tv-film) - Koen
- 2008 - Ver van familie - opa Paul
- 2002 - Spagaat - vader van Simone
- 1999 - Baantjer: De Cock en de wraak zonder einde - Ab Keizer
- 1999 - Soekarno Blues - Soekarno
- 1999 - Gregory's Two Girls - Dimitri
- 1998 - Temmink: The Ultimate Fight - Saddam
- 1993 - Oeroeg - Oeroeg
- 1988 - Honneponnetje
- 1987 - Vroeger is dood
- 1986 - In de schaduw van de overwinning - Martin de verzetsstrijder

Televisie
- 2024 - Medisch Centrum West - Otto Kersten
- 2024-2025 - Flikken Maastricht - Richard Steen (Rechercheur Amsterdam)
- 2019 - Dit Zijn Wij - Regisseur Kees
- 2018 - Flikken Rotterdam - Burgemeester
- 2018 - Flikken Maastricht - Rudy Leeman (Rechercheur Amsterdam)
- 2012 -  Van God Los - Freek (aflevering Procedure Exit)
- 2002 - Wittekerke - Salman
- 2000 - Retour Den Haag (televisieserie) - Johan van Kastel
- 1995-2006 - Baantjer - Ab Keizer
- 1994-1996 - Onderweg naar Morgen - Gyman Rhemrev

Gastrollen
- 2010 - Wolven - Bradley (Rechercheur Curaçao)
- 2002-2004 - IC - Dr. Altena

### Regisseur
- Flikken Rotterdam (2016-heden)
- Flikken Maastricht (2007 - heden)
- Baantjer (4 afleveringen)
- Danni Lowinski, met anderen